# Teselado de Ammann-Beenker

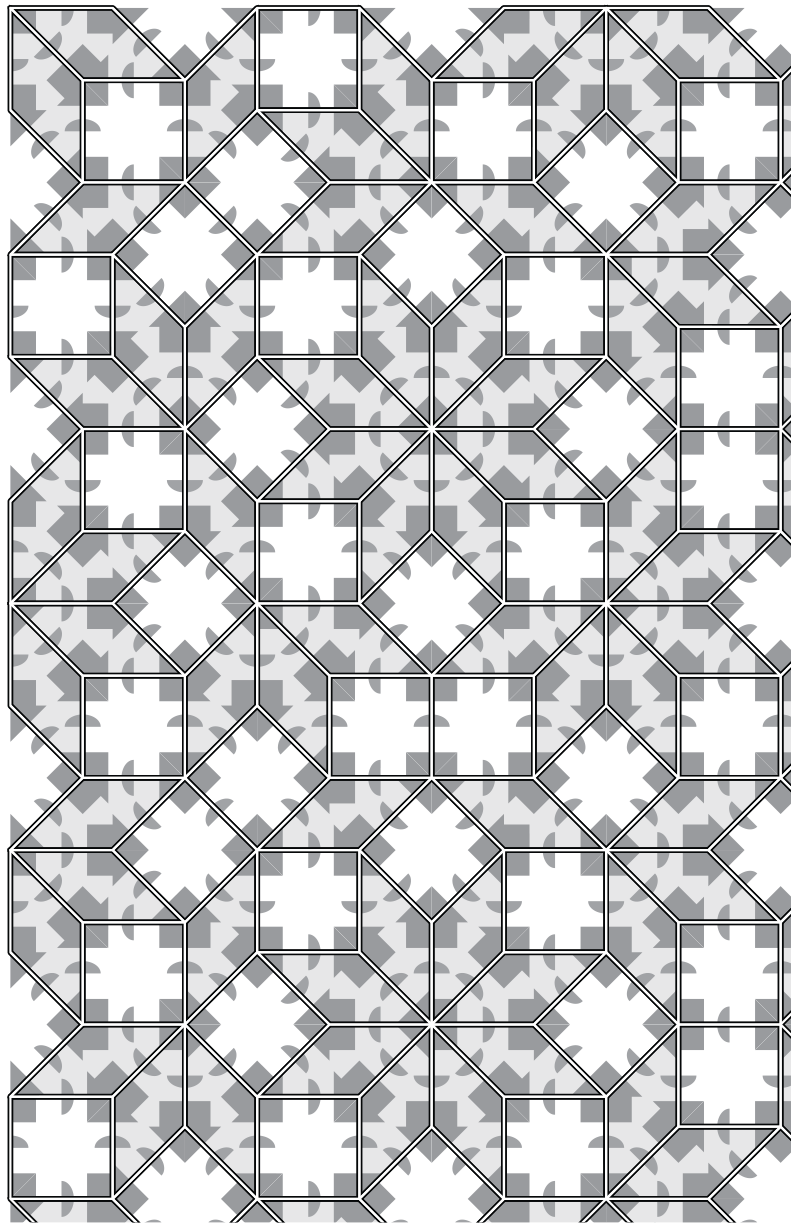
Una porción del teselado del conjunto aperiódico A5 de Ammann, decorado con reglas de coincidencia locales finitas que fuerzan una estructura global infinita, la del teselado de Ammann-Beenker

En geometría, un teselado de Ammann-Beenker es un tipo de teselado no periódico que puede generarse mediante un conjunto aperiódico de prototeselas (como hizo Robert Ammann en la década de 1970), o mediante el método de cortar y proyectar (como lo hizo de forma independiente F. P. M. Beenker). Son uno de los cinco conjuntos de teselados descubiertos por Ammann y descritos en la obra "Tilings and Patterns" (Teselados y Patrones).

## Propiedades
Los teselados de Ammann-Beenker tienen muchas propiedades similares a los más famosos teselados de Penrose:
- No son periódicos, lo que significa que carecen de simetría traslacional.
- Su no periodicidad está implícita en su estructura jerárquica: los teselados son teselados de sustitución que surgen de reglas de sustitución para bloques cada vez más grandes. Esta estructura de sustitución también implica que:
- Cualquier región finita (bloque) en un teselado aparece infinitas veces en ese teselado y, de hecho, en cualquier otro teselado. Por lo tanto, todos los teselados infinitos se ven similares entre sí, si solo se observan los bloques finitos.
- Son cuasicristalinos: materializado como una estructura física, un teselado de Ammann-Beenker se ajusta a la ley de Bragg. Su difractograma revela tanto la simetría óctuple subyacente como el orden de largo alcance. Este orden refleja el hecho de que los elementos están organizados, no a través de una simetría traslacional, sino más bien a través de un proceso llamado a veces de "deflación" o "inflación".
- Toda esta estructura global infinita se fuerza a través de reglas de coincidencia locales en un par de teselas, uno de los conjuntos de teselados aperiódicos más simples jamás encontrados, el conjunto A5 de Ammann.[1]

Se han propuesto varios métodos para describir los teselados: reglas de emparejamiento, sustituciones, esquemas de corte y proyección y revestimientos. En 1987 Wang, Chen y Kuo anunciaron el descubrimiento de un cuasicristal con simetría octogonal.

## Descripción de los teselados

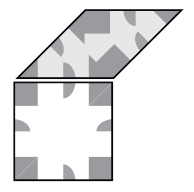
El par de teselas A5 A y B de Ammann, decoradas con patrones coincidentes. Cualquier teselado formado con estas teselas es necesariamente no periódico y, por lo tanto, los teselados son aperiódicos

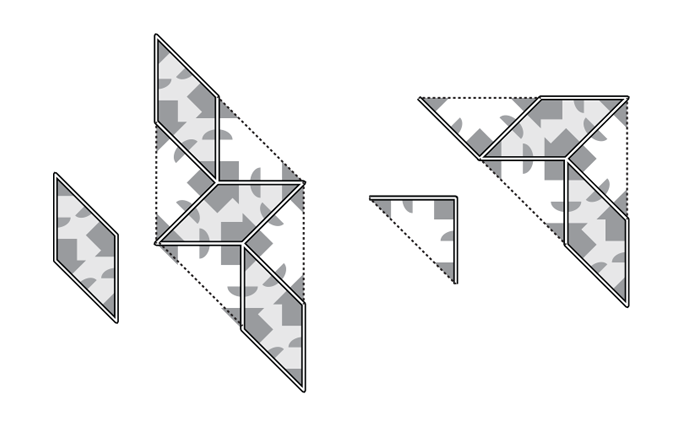
Reglas de sustitución de Ammann A5, utilizadas para demostrar que los teselados A5 solo pueden formar teselados jerárquicos no periódicos y, por lo tanto, son teselados aperiódicos

Este teselado existe en una proyección ortogonal 2D de un duoprisma 8-8 4D, construido a partir de 16 prismas octogonales

Los teselados A y B de Ammann con sus pares A5, un rombo de 45-135 grados y un triángulo de 45-45-90 grados, decorados con patrones coincidentes que permiten solo ciertas disposiciones en cada región, forzando las estructuras no periódicas, jerárquicas y cuasiperiódicas de cada uno del infinito número de teselaciones individuales de Ammann-Beenker.
Un conjunto alternativo de teselados, también descubierto por Ammann, y denominado "Ammann 4" por Grünbaum y Shephard, consta de dos piezas no convexas con bordes en ángulo recto. Uno de ellos consta de dos cuadrados superpuestos sobre un cuadrado más pequeño, mientras que el otro consta de un cuadrado grande unido a un cuadrado más pequeño. Los siguientes diagramas muestran las piezas y una parte de los teselados.
 Esta es la regla de sustitución para el conjunto de teselados alternado.
 La relación entre los dos conjuntos de teselados.
Además de las flechas de borde en el conjunto de teselados habitual, las reglas de coincidencia para ambos conjuntos de teselados se pueden expresar dibujando piezas de flechas grandes en los vértices y exigiendo que se unan para formar flechas completas.
Katz ha estudiado los teselados adicionales permitidos al eliminar las restricciones de los vértices e imponer solo el requisito de que las flechas de los bordes coincidan. Dado que este requisito es preservado por las reglas de sustitución, cualquier nuevo teselado tiene una secuencia infinita de copias "ampliadas" obtenidas mediante aplicaciones sucesivas de la regla de sustitución. Cada teselado de la secuencia es indistinguible de un verdadero teselado de Ammann-Beenker en una escala sucesivamente mayor. Dado que algunos de estos teselados son periódicos, se deduce que no se puede determinar ninguna decoración de los teselados que fuerce la aperiodicidad observando cualquier parche finito del teselado. La orientación de las flechas de los vértices que fuerzan la aperiodicidad, entonces, solo puede deducirse de todo el teselado infinito.
El teselado tiene también una propiedad extrema: entre los teselados cuyos rombos se "alternan" (es decir, siempre que dos rombos son adyacentes o separados por una fila de cuadrados, aparecen en diferentes orientaciones), la proporción de cuadrados resulta ser mínima en los teselados de Ammann-Beenker.

## Características de las relaciones de Pell y de plata
Los teselados de Ammann-Beenker están estrechamente relacionados con el número plateado ({\displaystyle 1+{\sqrt {2}}}) y con el número de Pell.
- El esquema de sustitución {\displaystyle R\to RrR;r\to R} introduce la relación como factor de escala: su matriz es la matriz de sustitución de Pell, y la serie de palabras producidas por la sustitución tiene la propiedad de que el número de {\displaystyle r} y {\displaystyle R} son iguales a números de Pell sucesivos.
- Los autovalores de la matriz de sustitución son {\displaystyle 1+{\sqrt {2}}} y {\displaystyle 1-{\sqrt {2}}}.
- En el conjunto de teselados alternado, los bordes largos tienen lados {\displaystyle 1+{\sqrt {2}}} veces más largos que los bordes cortos.
- Un conjunto de gusanos de Conway, formado por las diagonales corta y larga de los rombos, forma las cadenas anteriores, con r como la diagonal corta y R como la diagonal larga. Por lo tanto, las barras de Ammann también forman cuadrículas con un orden de Pell.[8]

|  | Las barras de Ammann para el conjunto de teselados alternado. Debe tenerse en cuenta que las barras de la tesela asimétrica se extienden parcialmente fuera de ella. Se denominan teselados de Ammann A4 |
|  | Barras de Ammann para el conjunto de teselados habitual. Si se considera que las líneas exteriores en negrita tienen una longitud de {\displaystyle 2{\sqrt {2}}}, las barras dividen los bordes en segmentos de longitud {\displaystyle 1+{\sqrt {2}}} y {\displaystyle {\sqrt {2}}-1}, que se denominan teselados de Ammann A5 |

## Construcción de corte y proyección
El panal teseráctico tiene una simetría rotacional óctuple, correspondiente a una simetría rotacional óctuple del teseracto. Una matriz de rotación que representa esta simetría es:
{\displaystyle A={\begin{bmatrix}0&0&0&-1\\1&0&0&0\\0&-1&0&0\\0&0&-1&0\end{bmatrix}}.}
Transformando esta matriz a las nuevas coordenadas dadas por
{\displaystyle B={\begin{bmatrix}-1/2&0&-1/2&{\sqrt {2}}/2\\1/2&{\sqrt {2}}/2&-1/2&0\\-1/2&0&-1/2&-{\sqrt {2}}/2\\-1/2&{\sqrt {2}}/2&1/2&0\end{bmatrix}}}
se obtiene:
{\displaystyle BAB^{-1}={\begin{bmatrix}{\sqrt {2}}/2&{\sqrt {2}}/2&0&0\\-{\sqrt {2}}/2&{\sqrt {2}}/2&0&0\\0&0&-{\sqrt {2}}/2&{\sqrt {2}}/2\\0&0&-{\sqrt {2}}/2&-{\sqrt {2}}/2\end{bmatrix}}.}
Esta tercera matriz corresponde entonces a una rotación tanto de 45° (en las dos primeras dimensiones) como de 135° (en las dos últimas). En consecuencia, se puede obtener un teselado de Ammann-Beenker proyectando una losa de hipercubos en las dos primeras o las dos últimas de las nuevas coordenadas.
Alternativamente, se puede obtener un teselado de Ammann-Beenker dibujando rombos y cuadrados alrededor de los puntos de intersección de un par de celosías cuadradas de igual escala superpuestas en un ángulo de 45 grados. Estas dos técnicas fueron desarrolladas por Beenker en su artículo.
Una incrustación de alta dimensión relacionada en el panal teseráctico es la construcción de Klotz, como se detalla en su aplicación en el artículo de Baake y Joseph. Por lo tanto, el dominio de aceptación octogonal se puede dividir en partes, cada una de las cuales da lugar a exactamente una configuración de vértice. Además, el área relativa de cualquiera de estas regiones equivale a la frecuencia de la configuración de vértice correspondiente dentro del teselado infinito.
| Región de dominio de aceptación y configuración de vértice correspondiente | Región de dominio de aceptación y configuración de vértice correspondiente |
| -------------------------------------------------------------------------- | -------------------------------------------------------------------------- |
| Tipo A                                                                     | Tipo B                                                                     |
| Tipo C                                                                     | Tipo D                                                                     |
| Tipo E                                                                     | Tipo F                                                                     |